# Василевский, Борис Петрович
Борис Петрович Василевский (род. 18 февраля 1950) — советский и российский актёр театра, певец. Заслуженный артист Российской Федерации (2001). Народный артист Российской Федерации (2007).

## Биография
Борис Петрович Василевский родился 18 февраля 1950 года в Сибири в цыганском таборе. В 1956 году после подписания Н. С. Хрущёвым указа об оседлости цыган (Указ Президиума Верховного Совета СССР «О приобщении к труду цыган, занимающихся бродяжничеством») табор перевезли в Алма-Ату и расселили по квартирам. Детство провёл в Алма-Ате, участвовал в концертах школьной художественной самодеятельности. После окончания школы работал в домостроительном комбинате. Выступал солистом в инструментальном ансамбле, затем в цыганском ансамбле Василия Коржова. С 1968 года служил в Советской армии.
В 1972—1977 годах учился в ГИТИСе (курс М. Б. Мордвинов, педагогом Ж. Г. Тэртэрян). 
В 1977 году был приглашён Николаем Сличенко в театр «Ромэн». Совмещает театральную деятельность с концертной, исполнитель романсов.

## Награды
- Орден Дружбы (1 октября 2021 года) — за большой вклад в развитие отечественной культуры и искусства, многолетнюю плодотворную деятельность[1]
- Народный артист Российской Федерации (8 марта 2007 года) — за большой вклад в развитие театрального искусства и многолетнюю творческую деятельность[2].
- Заслуженный артист Российской Федерации (23 декабря 2001 года) — за заслуги в области искусства[3].
- Лауреат Всероссийского конкурса исполнителей романса (1998).
- Лауреат Международного конкурса исполнителей романса (2000).
- Лауреат Пятого Фестиваля-конкурса национальных театров (2008).

## Работы в театре
- «Цыганская легенда»
- «Закон предков»
- «Вожак»
- «Четыре жениха»
- «Грушенька»
- «Огненные кони»
- «Кровавая свадьба»
- «Тайна голубого камня»
- «Плясунья — дочь шатров»
- «Бегите кони, бегите…»
- «Ослеплённые»
- «Исповедь цыганской скрипки»
- «Графиня-цыганка» — Король
- «Здравствуй, Пушкин!» — Фельдъегерь
- «Клятва» — Ванта
- «Колдовская любовь» — Отец
- «Колокола любви» — Квазимодо
- «Любовь и Время. Цыганская Легенда» — Ибрагим
- «Мы-цыгане» — Гарсия
- «Новогоднее представление «У нас сегодня концерт»»
- «Поющие струны души» — Залесский
- «Принцесса Кристана» — Регент
- «Таборные игры» — Дэмбо
- «Цыганская невеста» — Ардаш
- «Цыганский рай» — Наур

## Фильмография
- 1972 — Девушка из камеры № 25 — эпизод
- 1986 — Мы — цыгане (телеспектакль)
- 1990 — Семья Зитаров (Zītaru dzimta; Чехословакия) — Йозеф
- 2006 — Шпионские игры (фильм 2 «Ловушка для мудреца») — эпизод
- 2007 — Адвокат 3 (фильм 11 «Последний шанс») — эпизод
- 2007—2011 — Папины дочки — Гоже Лачо Кудло Цурало, цыганский барон
- 2015 — Тайна кумира — эпизод